# 川村真樹 (バレエダンサー)
川村 真樹 （かわむら まき、1979年2月9日 - ）は、岩手県出身のバレリーナ。英国ロイヤル・バレエ学校卒。1999年より新国立劇場バレエ団に所属し、2011年5月から2013年6月までプリンシパルを務めた。
長身で手足の長さに恵まれ、踊りはしばしば「気品ある美しさ」と評せられていた。

## 来歴
岩手県滝沢村（現・滝沢市）出身。5歳のときバスで10分の距離にある盛岡市の黒沢智子にバレエを習い始める。引っ込み思案な性格を心配した祖母が連れて行ったのが始まりだという。1994年に地元の滝沢南中学校を卒業した後も、進学せずに黒沢の下でバレエの研鑽を続けていた。
1994年8月、日本バレエ協会が主宰する全日本バレエコンクールのジュニア部門で第1位となる。翌1995年2月、15歳のとき、モスクワでの開催となったローザンヌ国際バレエコンクールにおいてスカラシップ賞を受賞した。このとき審査員の一人であった堀内元は川村について、「・・・表現力があり、色気もあって魅力的。女性ではベストと思った」と評した。
奨学金を得てロイヤル・バレエ学校に入学し、1997年夏に卒業するまで2年間学ぶ。最終学年となった2年目にはK・ズヴェレビロワに師事し、のちにバーミンガム・ロイヤル・バレエ団でプリンシパルとなるキャロル=アン・ミラーと成績1位を争った。川村は卒業後に帰国し、黒沢の下で助教を務めていた。
1999年秋から新国立劇場バレエ団の契約ダンサーとなる。最初のシーズンで石井潤振付 『十二夜』 の主役ヴァイオラに抜擢される。全幕物では初めての主役として2007年に 『眠れる森の美女』 でオーロラ姫を踊った。その後は 『白鳥の湖』、『ライモンダ』 など、主に古典作品で主役を務めた。
2011年5月に最高位のプリンシパルとなり、約2年後の2013年6月、ドン・キホーテ公演でのキトリ役を最後に引退した。

## 主な出演歴
| 年   | 演目                  | 役                    | 相方            | 振付                 | バレエ団   |
| ---- | --------------------- | --------------------- | --------------- | -------------------- | ---------- |
| 2000 | 十二夜 ★              | ヴァイオラ            | 佐藤 崇有貴     | 石井 潤              | 新国立劇場 |
| 2002 | こうもり              | チャルダッシュ        | -               | プティ               | 新国立劇場 |
| 2004 | ライモンダ            | サラセン人            | -               | 牧改訂               | 新国立劇場 |
| 2009 | ライモンダ            | ライモンダ            | 碓氷 悠太       | 牧改訂               | 新国立劇場 |
| 2005 | ドン・キホーテ        | 森の女王              | -               | ファジェーチェフ改訂 | 新国立劇場 |
| 2009 | ドン・キホーテ        | キトリ                | 芳賀 望         | ファジェーチェフ改訂 | 新国立劇場 |
| 2013 | ドン・キホーテ        | キトリ                | 厚地 康雄       | ファジェーチェフ改訂 | 新国立劇場 |
| 2005 | 眠れる森の美女        | リラの精              | -               | セルゲーエフ改訂     | 新国立劇場 |
| 2007 | 眠れる森の美女        | オーロラ姫            | 貝川 鐵夫       | セルゲーエフ改訂     | 新国立劇場 |
| 2006 | ジゼル                | ミルタ                | -               | セルゲーエフ改訂     | 新国立劇場 |
| 2006 | シンデレラ            | 仙女                  | -               | アシュトン           | 新国立劇場 |
| 2008 | 白鳥の湖              | オデット/オディール   | 中村 誠         | 牧改訂               | 新国立劇場 |
| 2010 | 白鳥の湖              | オデット/オディール   | A・ウヴァーロフ | 牧改訂               | 新国立劇場 |
| 2012 | 白鳥の湖              | オデット/オディール   | 貝川 鐵夫       | 牧改訂               | 新国立劇場 |
| 2004 | くるみ割り人形        | 花のワルツ            | -               | ワイノーネン改訂     | 新国立劇場 |
| 2009 | くるみ割り人形        | 金平糖の精            | 芳賀 望         | 牧改訂               | 新国立劇場 |
| 2011 | ラ・バヤデール        | ニキヤ                | 芳賀 望         | 牧改訂               | 新国立劇場 |
| 2008 | アラジン              | シルバー ★            | -               | ビントレー           | 新国立劇場 |
| 2011 | アラジン              | ダイヤモンド          | -               | ビントレー           | 新国立劇場 |
| 2010 | ガラントゥリーズ      | -                     | -               | ビントレー           | 新国立劇場 |
| 2010 | カルミナ・ブラーナ    | ローストスワン        | -               | ビントレー           | 新国立劇場 |
| 2011 | パゴダの王子          | エピーヌ ☆            | -               | ビントレー           | 新国立劇場 |
| 2010 | シンフォニー・イン・C | (第2楽章プリンシパル) | 貝川 鐵夫       | バランシン           | 新国立劇場 |
| 2010 | 火の鳥                | 火の鳥                | 福岡 雄大       | フォーキン           | 新国立劇場 |

※紫は演目における主役を表す。★は当該作品の初演・初日への出演、☆は初日ではないものの、一連の初演の中で出演したことを表す。同じ役・相方での同一演目の出演は最初の年のみ記した。